# Alchemilla kulczynskii
Alchemilla kulczynskii é uma espécie de rosácea do gênero Alchemilla, pertencente à família Rosaceae.